# Лејк Насимијенто (Калифорнија)
Лејк Насимијенто (енгл. Lake Nacimiento) насељено је место без административног статуса у америчкој савезној држави Калифорнија.

## Демографија
По попису из 2010. године број становника је 2.411, што је 235 (10,8%) становника више него 2000. године.
| Група             | 2000.         | 2010.         |
| Белци             | 1.929 (88,6%) | 2.018 (83,7%) |
| Афроамериканци    | 7 (0,3%)      | 12 (0,5%)     |
| Азијати           | 8 (0,4%)      | 24 (1,0%)     |
| Хиспаноамериканци | 159 (7,3%)    | 256 (10,6%)   |
| Укупно            | 2.176         | 2.411         |